# Rimava
Die Rimava (deutsch Rimau, ungarisch Rima) ist ein 88 km langer Fluss in der Slowakei und ein Zufluss der Slaná. Er entspringt genau im Zentrum der Mittelslowakei, südlich von Brezno zwischen den etwa 1400 Meter hohe Bergen des Slowakischen Erzgebirges (Slovenské rudohorie). Die verschiedenen Erze der abwechslungsreich gefärbten Gesteine werden seit dem Mittelalter abgebaut und haben dem Gebiet einen gewissen Wohlstand gebracht. Heute sind jedoch viele der Bergwerke stillgelegt.
Nur etwa 20 km entfernt entspringen fünf weitere große Flüsse: der Hnilec und der Hernád (beide nach Osten zur Theiß), die Waag (slowakisch Váh) und der Hron (deutsch auch Gran, deren lange Täler sich nach Westen zur Donau wenden), und der kürzere Ipeľ (deutsch Eipel) in südlicher Richtung gegen Budapest.
Auf den nächsten 90 Kilometern vereinigt sich die Rimava in der Region von Rimavská Sobota mit mehreren anderen Zuflüssen und heißt ab nun Slaná. Die begleitenden Hügel- und Bergketten werden in der Slowakei heute Rimavská kotlina (Teil der Juhoslovenská kotlina) genannt.
Erwähnung findet der Fluss in dem Lied Hochgetürmte Rimaflut, der Nr. 2 aus den Zigeunerliedern op. 103 von Johannes Brahms.